# Río Shabindo
Der Río Shabindo  ist ein etwa 55 km langer linker Nebenfluss des Río Manú in Südost-Peru in der Provinz Manu der Region Madre de Dios. 

## Flusslauf
Der Río Shabindo entspringt im Nordwesten des Distrikts Fitzcarrald auf einer Höhe von etwa 560 m. Er fließt in überwiegend südlicher Richtung durch das Amazonastiefland und trifft schließlich auf einer Höhe von etwa 380 m auf den Río Manú.

## Einzugsgebiet
Der Río Shabindo entwässert ein Areal von etwa 310 km². Das Einzugsgebiet grenzt im Osten an das des Río Mishahua, im Norden an die Quellregion des Río Las Piedras sowie im Osten an einen weiteren linken Nebenfluss des Río Manú.

## Ökologie
Das Einzugsgebiet des Río Shabindo liegt im äußersten Nordwesten des Nationalparks Manú.